# Banquete

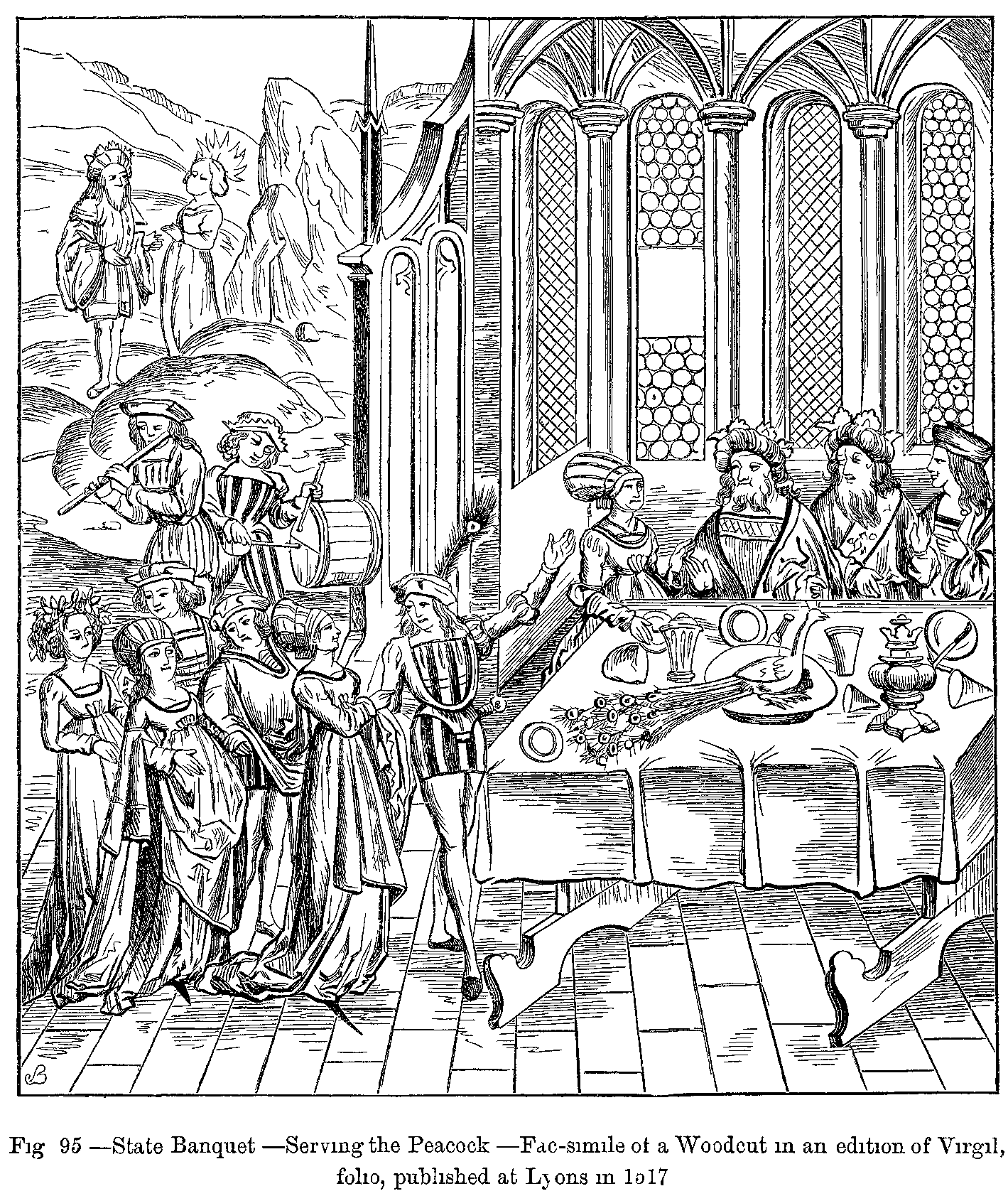
Banquete de Estado -Sirviendo el Pavo - Facsímil de una xilografía de una edición de Virgilio, folio, publicado en Lyon en 1517.

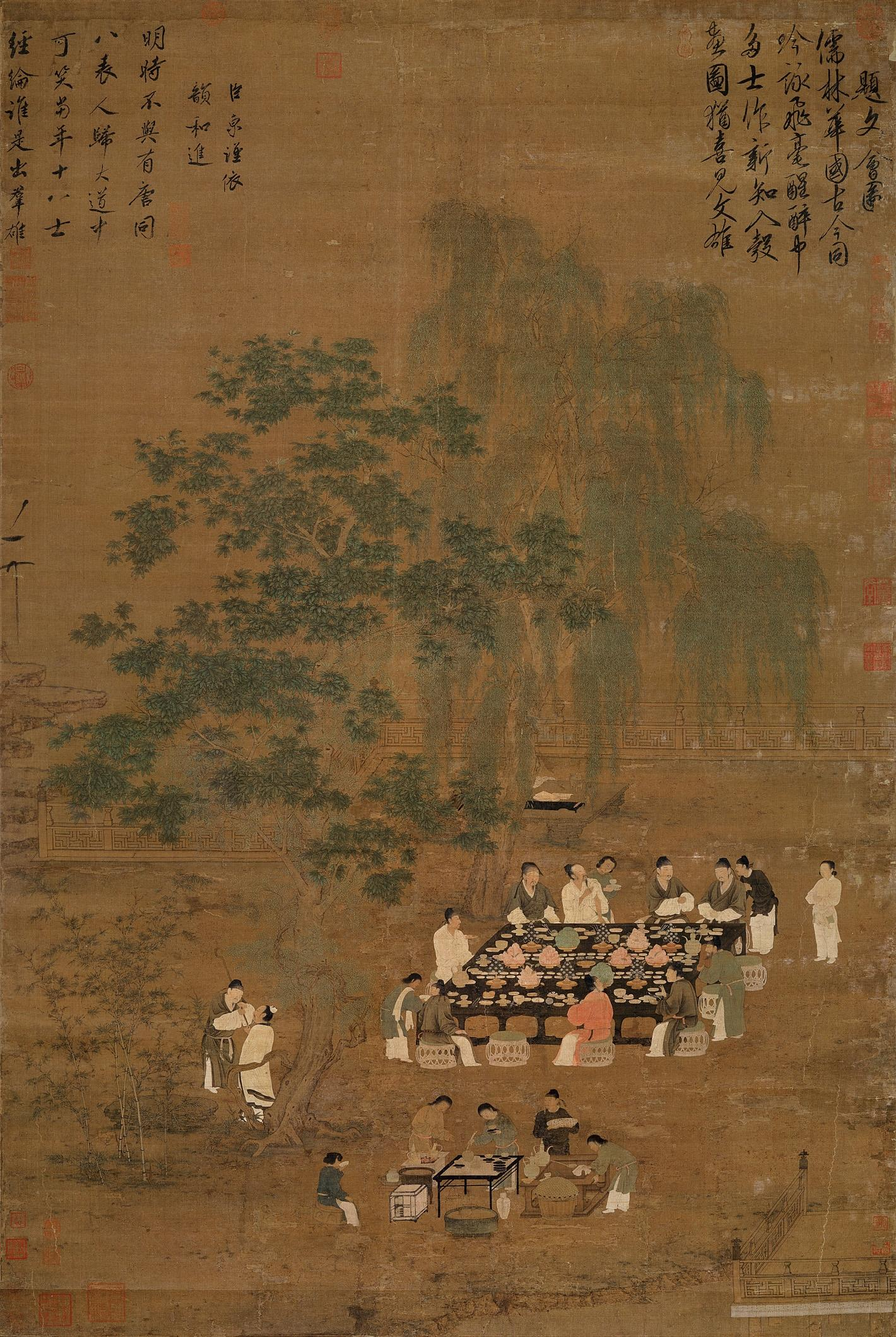
Pintura china con un banquete en el exterior, de la época de la dinastía Song (960-1279).

Un banquete, festín, convite o ágape, es una comida celebrada con opulencia, como una fiesta privada o pública. Puede ser multitudinaria; celebrada en un recinto cerrado o al aire libre. Aunque el motivo general de cualquier banquete es la reunión en torno a una mesa y el deleite común de los sentidos, suelen tener un propósito particular; festivo o conmemorativo vinculado a alguna ceremonia de algún tipo. 
La importancia de un banquete se estima, por un lado, en la calidad o cantidad de los manjares y las bebidas; y por otro en el número de invitados o comensales. La persona que convoca, organiza y corre con los gastos se denomina anfitrión y puede o no coincidir con el homenajeado, aquel a quien el banquete se dedica, que debe ser el principal agasajado.

## Tipos de banquetes
- Banquetes sacrificiales. En las culturas antiguas estaban dedicados a hacer ofrendas o sacrificios de animales, como las hecatombes o los sacrificios religiosos de la Grecia Antigua. Una parte del animal era ofrecido a la divinidad y la otra consumida por los presentes.
- Banquetes funerarios dedicados a compartir entre familiares y amigos el último recuerdo común de la persona que ha muerto.
- Los romanos celebraban un banquete público durante las fiestas saturnalia.
- Banquete de bodas o banquete nupcial, extendido por todas las culturas de la tierra, en el que se congregan familiares y amigos de ambos cónyuges durante la celebración del matrimonio.
- En algunas sociedades, se celebra el paso de una joven de la niñez a la adultez como una especie de rito de iniciación. Como en México, donde las jóvenes ofrecen un banquete en la fiesta de los quince años.
- En algunas culturas, el banquete se celebra entre los miembros de las pequeñas comunidades en torno a una barbacoa: el khorovats celebrado por los armenios o las barbacoas turcas.
- Banquetes familiares tradicionales, como la cena de Acción de Gracias estadounidense.
- Banquetes que conmemoran ritos religiosos como la cena de Nochebuena y la comida de Navidad en la tradición cristiana, el Séder de Pésaj en la tradición judía, o el Dziady, un festival eslavo para conmemorar a los muertos.

### Banquetes militares
En la Roma imperial cuando un general romano era proclamado emperador por sus tropas, se les ofrecía un espléndido banquete (epula militaris) con el fin de ganar su confianza. A veces, se disponía igual festín antes de comenzar una batalla para estimular el espíritu de las legiones, o después de una victoria como compensación por sus esfuerzos y privaciones. 
Los jefes y oficiales subalternos, cuando ascendían a un grado superior también ofrecían un banquete a los soldados de su mando particular.

## Historia

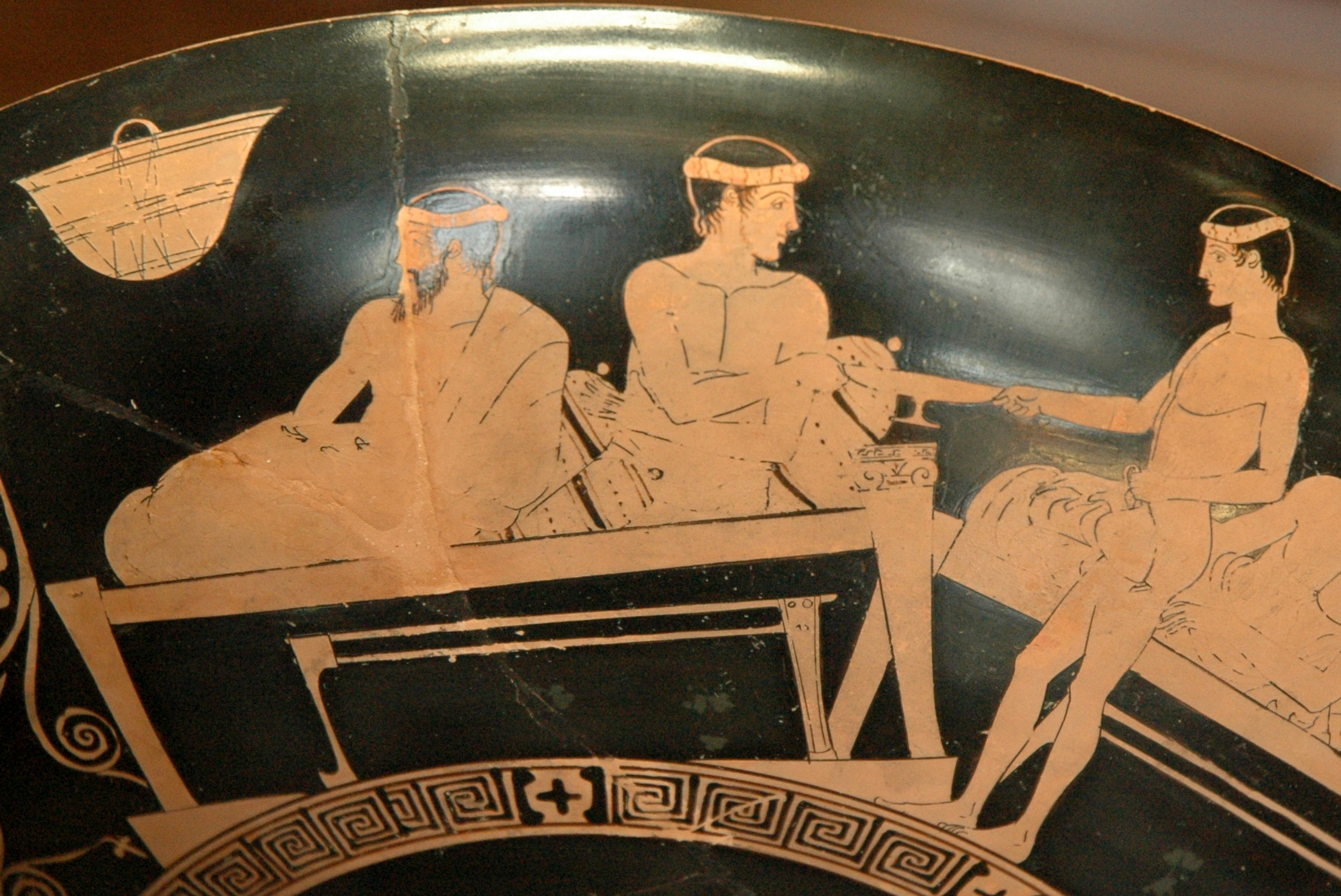
Joven sirviendo vino en un banquete griego.

En la antigua Grecia se celebraban diversos banquetes con objeto puramente festivo como pueden ser las solterias y los simposios que han quedado reflejados en la literatura ("El banquete" de los diálogos de Platón) y los grabados de la época (por ejemplo en las representaciones de la necrópolis de Tarquinia). Los banquetes de la Edad Media y el Renacimiento europeo se celebraban entre las clases más pudientes y en la mayoría de los casos tenían motivaciones políticas y económicas; en ellos se cerraban pactos, alianzas y convenios.
Los historiadores del arte han notado que en los registros iconográficos de los banquetes de las antiguas sociedades mediterráneas las personas casi siempre parecen estar acostadas sobre su lado izquierdo. Una posible explicación podría estar en la anatomía del estómago y en el mecanismo digestivo.

## Banquetes en el mundo
Algunas culturas del mundo utilizan el recurso de los banquetes más que otras. En los pueblos nómadas este tipo de celebraciones es más reciente. En la cultura de China se celebran dos tipos de banquetes tradicionalmente: el estilo hoe (ho tsai) y el formal (jiu shi);[cita requerida] estos banquetes pueden ser muy elaborados y con menús muy diversos. En Europa uno de los banquetes más populares se celebra en Alemania como homenaje a la cerveza, es el llamado Oktoberfest, en Múnich.

Banquetes en la historia
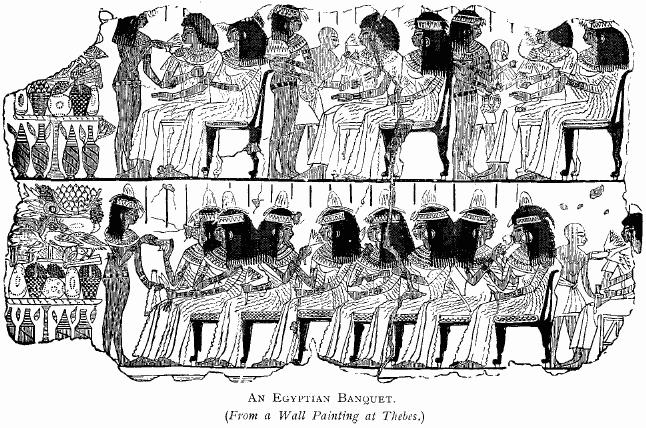
Banquete del Antiguo Egipto representado en un fresco de Tebas.
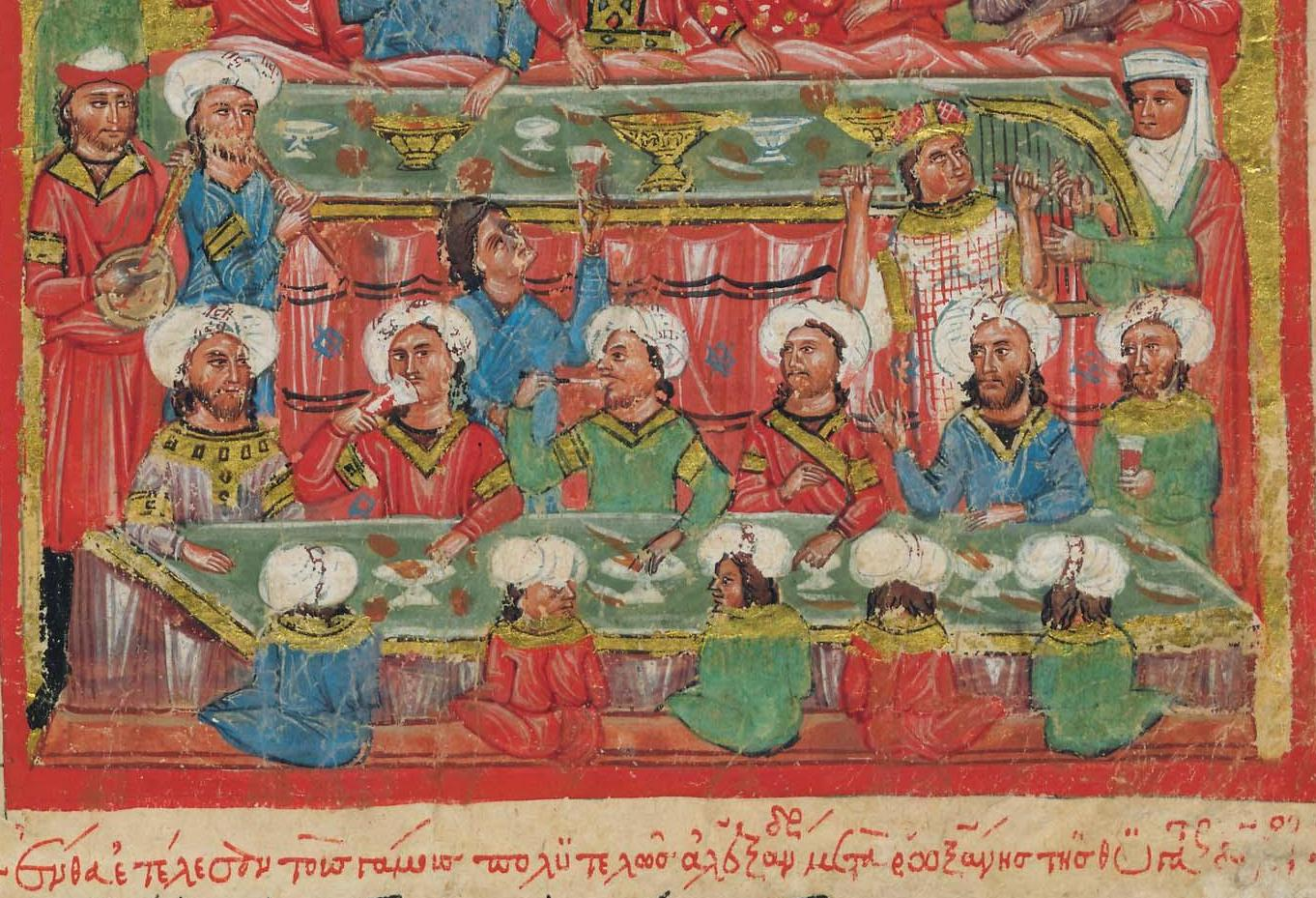
Banquete bizantino amenizado con músicos que tocan distintos instrumentos (1204–1453).
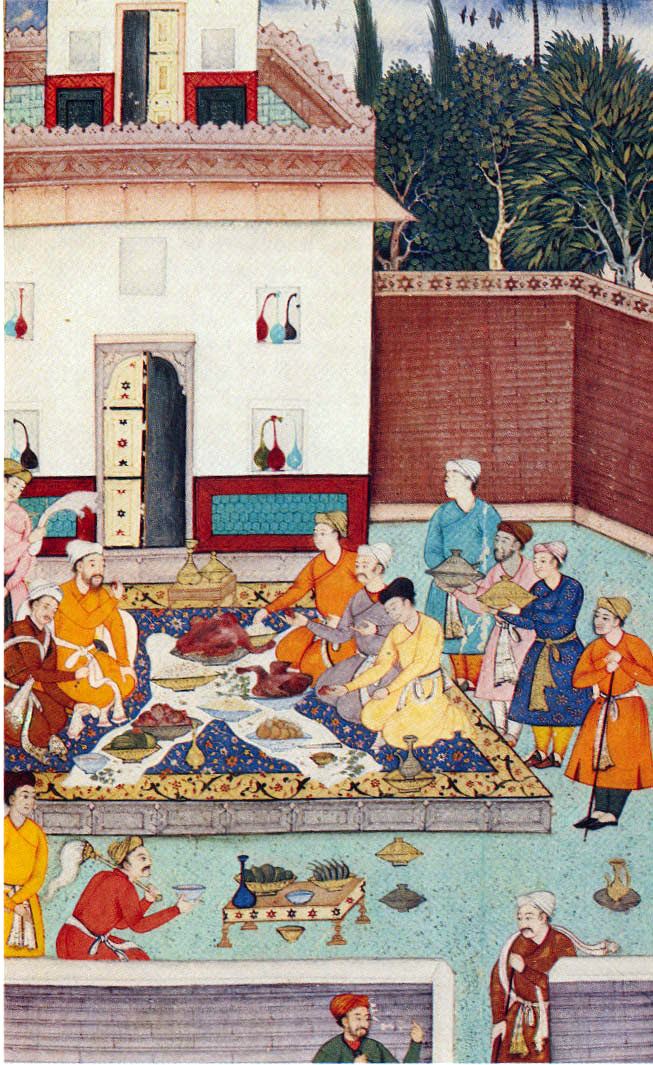
Banquete de los mirzas a Babur en 1507 c. 1590.
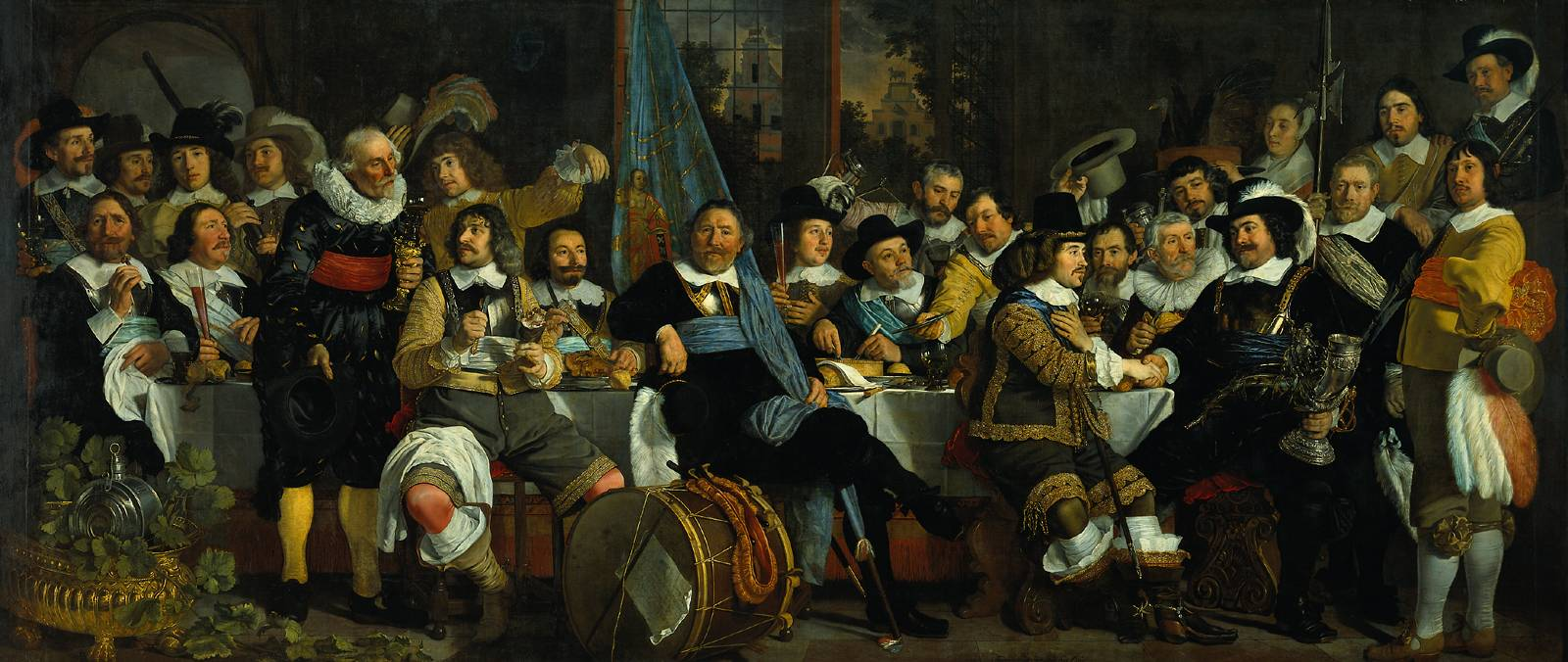
Paz de Munster, de Bartholomeus van der Helst, Ámsterdam (1648).

## Banquetes en obras pictóricas y literarias

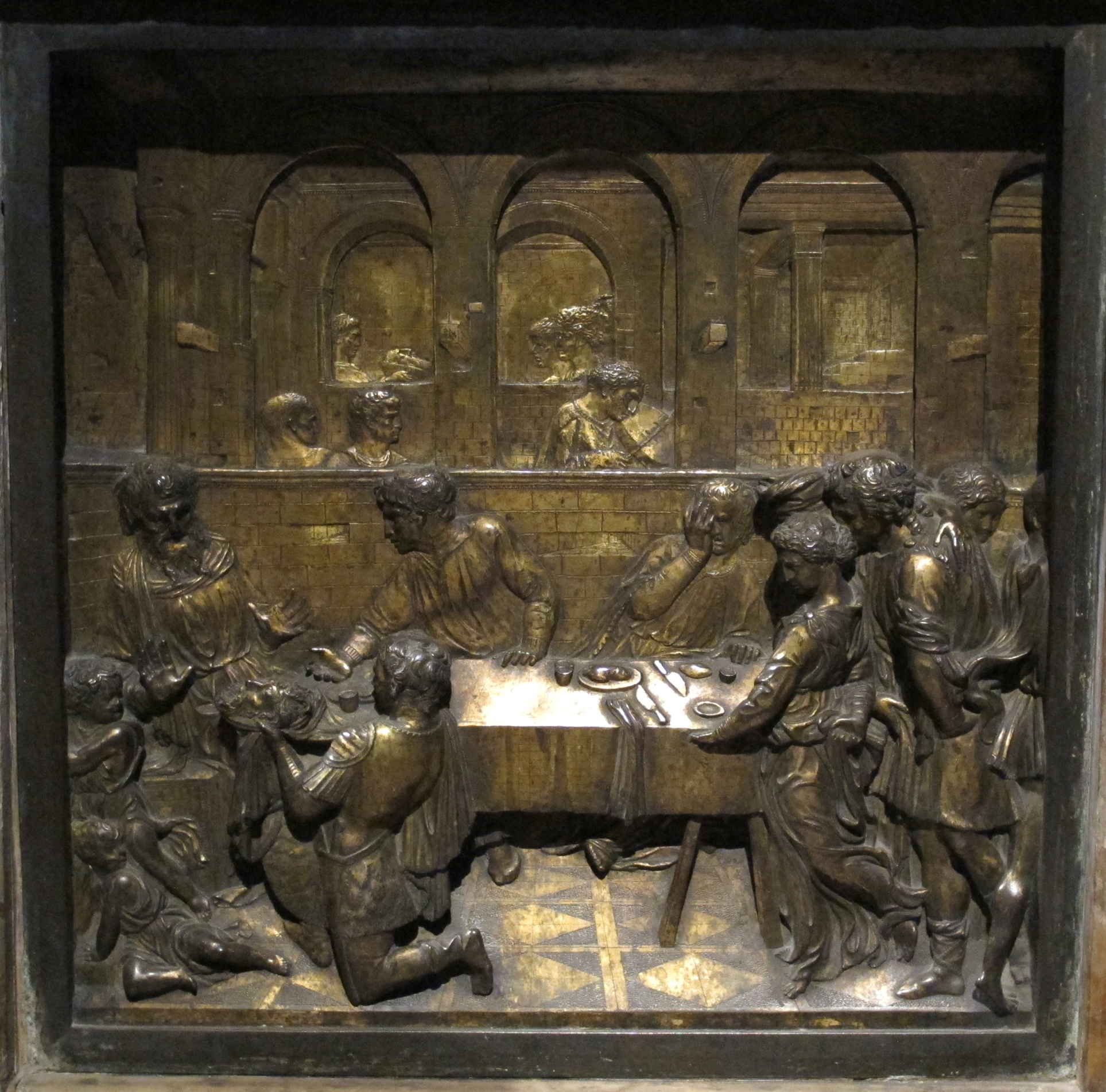
Festín de Herodes en bronce (Donatello)

- Banquete real en Amarna pintura mural egipcia encontrada en el cementerio norte de Tell el-Amarna [cita requerida]
- Banquete, fragmento de una pintura mural encontrada en Tebas (hacia el 1400 a. C.) [cita requerida]
- El Banquete, diálogo platónico sobre el amor (hacia 380 a. C.)
- La Última Cena, episodio evangélico, muy reproducido en el arte occidental.
- Festín de Herodes en bronce (Donatello, 1423-1427)
- El festín de los dioses (Giovanni Bellini, 1514)
- La boda campesina (Pieter Brueghel el Viejo, 1566-1567)
- Banquete de los arcabuceros de San Jorge de Haarlem (Frans Hals, 1616)
- El festín de Baltasar (Rembrandt, 1635)
- In Vino Veritas (Søren Kierkegaard)
- El festín de Babette, película danesa (Gabriel Axel, 1987)

## Cocineros de banquetes
- François Vatel
- Eduardo Pondal